# Melanie Safka
Melanie Anne Safka-Schekeryk, känd som Melanie Safka och även som endast Melanie, född 3 februari 1947 i Queens i New York, död 23 januari 2024 i Nashville, Tennessee, var en amerikansk sångerska och låtskrivare.
Hon förknippas ofta med folkrock och flower power. I slutet av 1960-talet hade hon stora hits i några europeiska länder. I USA slog hon igenom efter sitt uppträdande på Woodstockfestivalen. Hennes största hits i USA blev "Lay Down (Candles in the Rain)" och "Brand New Key". Hon är också ihågkommen för låten "What Have They Done to My Song, Ma", som även gruppen The New Seekers hade framgång med.

## Diskografi
- Born to Be (1969)
- Melanie (1969) (även känd som Affectionately Melanie)
- Candles in the Rain (1970)
- Leftover Wine (1970) (även känd som Live At Carnegie Hall)
- R.P.M. (1970) (soundtrack)
- The Good Book (1971)
- All the Right Noises (1971) (soundtrack)
- Gather Me (1971)
- Garden in the City (1972)
- The Four Sides of Melanie (1972)
- Stoneground Words (1972)
- Melanie at Carnegie Hall (1973)
- Please Love Me (1973)
- Madrugada (1974)
- As I See It Now (1975)
- Sunset and Other Beginnings (1975)
- Photograph (1976)
- Phonogenic - Not Just Another Pretty Face (1978)
- Ballroom Streets (1979)
- Arabesque (1982)
- Seventh Wave (1983)
- Am I Real or What (1985)
- Cowabonga (1988)
- Precious Cargo (1991)
- Silence Is King (1993)
- Freedom Knows My Name (1993)
- Old Bitch Warrior (1996)
- Recorded Live @ Borders (1996)
- These Nights (2001)
- Victim of the Moon (2002)
- Crazy Love (2002)
- Moments from My Life (2003)
- Paled By Dimmer Light (2004)
- Photograph (Double Exposure) (2005) (utökad återutgåva av Photograph, nu som 2-CD)